# Józef Mikulski (muzyk)
Józef Mikulski (ur. 15 września 1912 w Krakowie, zm. 5 lutego 1989 tamże) – profesor Akademii Muzycznej w Krakowie. Uznawany za założyciela krakowskiej szkoły wiolonczelowej.

## Życiorys
Wybitny polski wirtuoz i pedagog, cudowne dziecko przedwojennej wiolonczeli. Naukę gry na instrumencie rozpoczął w wieku 10 lat w klasie Karola Skarżyńskiego w Konserwatorium Towarzystwa Muzycznego w Krakowie. Kontynuował w École normale de musique w Paryżu w klasie Dirana Alexaniana (pośród znakomitości takich jak: Antonio Janigro, czy Maurice Eisenberg). Zagraniczne studia zakończył dyplomem Licence de Concert w 1936 roku, zostając asystentem na tej uczelni. W okresie „paryskim” swojego życia występował też jako solista Francuskiego Radia. Po powrocie do kraju w dalszym ciągu koncertował jako solista, występował z kwartetem Polskiego Radia i pracował w Wielkiej Orkiestrze Symfonicznej Polskiego Radia w Warszawie. Wojna, która zastała go w ojczyźnie, przerwała pasmo sukcesów i odcisnęła się tragicznym piętnem na jego życiu i zdrowiu. Józef Mikulski tuż przed jej wybuchem, w 1939 roku przeniósł się z Warszawy do rodzinnego Krakowa, gdzie przeżył resztę życia. Od 1945 roku prowadził klasę wiolonczeli, a następnie też katedrę wiolonczeli, powołaną w Krakowskiej Państwowej Wyższej Szkole Muzycznej w 1962 roku. Był jej kierownikiem przez wiele lat.
Zmarł w Krakowie po ciężkiej, wyniszczającej chorobie w 1989 roku. Został pochowany na cmentarzu Rakowickim.

## Dorobek pedagogiczny
Działalność solistyczną i kameralistyczną uprawiał od piętnastego roku życia w latach 1927–1952. Później, po 1952 roku i pożegnalnym koncercie w Filharmonii Narodowej, ze względu na zły stan zdrowia poświęcił się wyłącznie pracy pedagogicznej. Również jako pedagog zasłużył się dla polskiej wiolonczelistyki. Wykształcił między innymi instrumentalistów takich, jak: Aleksander Bronisław Ciechański, Witold Herman, Jerzy Klocek, Andrzej Orkisz oraz Henryk Zarzycki.

## Cechy wykonawstwa wiolonczelowego
Gra Józefa Mikulskiego posiadała wiele pięknych cech francuskiej sztuki odtwórczej. Jego doskonała technika była podporządkowana celom muzycznym i była perfekcyjna. Przejrzyste podawanie konstrukcji formalnej utworów, piękny dźwięk i niezawodna intonacja przynosiły mu zasłużony podziw i uznanie. Opracowane przez artystę dzieła L.v. Beethovena i Krzysztofa Meyera potwierdzają opinię o jego głębokiej wiedzy muzycznej, rzetelności i odpowiedzialności edytorskiej. Ponadto, jako uczeń Dirana Alexaniana, Józef Mikulski wprowadził w Polsce do pedagogiki instrumentalnej zasady swojego mistrza, opisane w jego dziełach teoretycznych i porządkujące wszystkie wykształcone do tego momentu elementy techniki wiolonczelowej (obie prace na ten temat zostały opatrzone wstępem Pablo Casalsa). Krakowski artysta stosował też opracowane przez Dirana Alexaniana Suity J.S. Bacha na wiolonczelę solo, w których zastosowano nadrzędną zasadę uwypuklenia symbolicznej budowy utworów wiolonczelowych J.S. Bacha.